# La tête dans les orties
La tête dans les orties ist ein französischer animierter Kurzfilm von Paul Cabon aus dem Jahr 2019.

## Handlung
Der junge Bastien begibt sich mit zwei Freunden in ein abgesperrtes, zugewuchertes Gebiet. Auf dem Weg dahin war er bereits mit dem Fahrrad gestürzt und in Brennnesseln gefallen, wollte jedoch weitergehen. Im Dickicht des Sperrgebiets geht er voraus und verliert bald seine Freunde aus den Augen. Als er nach ihnen ruft, erwacht die Wildnis zum Leben. Er fällt in die Tiefe, wo er von kleinen Wesen ergriffen wird. Nur mit Mühe kann er sich  wehren und zu einem See flüchten.
Die beiden Freunde gesellen sich zu ihm. Zu dritt tauchen sie im See und erklimmen eine hohe Stahlkonstruktion. Am Ende erwartet Bastien eine Plattform, vor der sich ein tiefer Schlund auftut. Ein Stein, den er in die Tiefe wirft, ist nicht mehr zu hören. Die beiden Freunde schließen Bastien auf der Plattform ein und brüllen kurz, bevor sie gehen. Die Wesen erwachen erneut zum Leben und fallen über Bastien her. Sie machen ihn zu einem der Ihren, skelettgleich löst er sich von ihnen und springt in die Tiefe. Unten fällt er in dickflüssigen Schleim und wird wieder er selbst. Er taucht auf und befindet sich im See, auf dem die Freunde rudern. Sie fragen ihn, wie er da rausgekommen sei, und Bastien beginnt zu jubeln.

## Produktion
La tête dans les orties war nach Tempête sur anorak (2014) und Le futur sera chauve (2016) der dritte professionelle Animationsfilm, den Paul Cabon als Regisseur umsetzte. Der Film entstand 2018 und wurde in 2D computeranimiert. Die Dialoge sprachen Jules Emmel, Oscar Collet und Lucie Culerier ein. Im Film wird das Lied Four Years and One Day von Mount Kimbie verwendet.
Paul Cabon wollte im Film einen Initiationsritus beschreiben, wie er ihn selbst einst erlebt habe. Er habe nach eigener Aussage damals aus großer Höhe ins Wasser springen sollen, wusste, dass es ungefährlich war, befürchtete jedoch, in seinen eigenen Tod zu springen. Die fantastische Welt der verbotenen Zone stelle wiederum Bastiens innere Gefühlswelt dar.
La tête dans les orties lief unter anderem im Mai 2019 im Rahmen des Prix UniFrance du court-métrage sowie im November 2019 auf dem Internationalen Kurzfilmfestival für Kinder und Jugendliche Berlin KUKI. Im Mai 2020 war der Film zudem auf dem Internationalen Trickfilm-Festival Stuttgart zu sehen.

## Auszeichnungen
La tête dans les orties wurde 2021 für einen César in der Kategorie Bester animierter Kurzfilm nominiert.